# Fulminacci

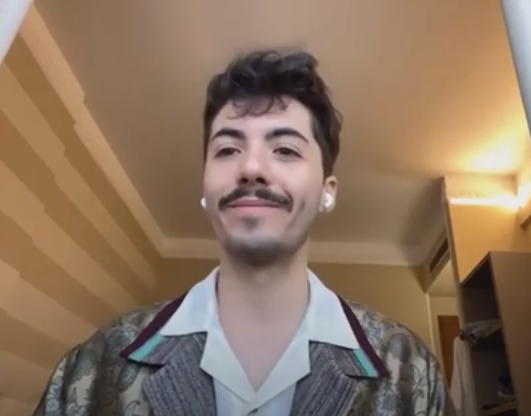
Fulminacci (2021)

Fulminacci (* 12. September 1997 in Rom als Filippo Uttinacci) ist ein italienischer Cantautore.

## Werdegang
Uttinacci versuchte sich zuerst als Schauspieler in einigen Kurzfilmen. Ab 2019 veröffentlichte er als Fulminacci erste Lieder beim Label Maciste Dischi und noch im selben Jahr erschien sein Debütalbum La vita veramente. Im Anschluss ging der Musiker erstmals auf Italientornee. Für sein Album wurde er 2019 sowohl mit der Targa Tenco für das beste Debüt als auch beim MEI (Treffen der unabhängigen Labels Italiens) als bester Newcomer ausgezeichnet. Beim Sanremo-Festival 2021 präsentierte er das Lied Santa Marinella.

## Diskografie

### Alben
| Jahr | Titel Musiklabel                 | Höchstplatzierung, Gesamtwochen, AuszeichnungChartsChartplatzierungen (Jahr, Titel, Musiklabel, Platzierungen, Wochen, Auszeichnungen, Anmerkungen) | Anmerkungen                                                                           |
| Jahr | Titel Musiklabel                 | IT | Anmerkungen                                                                           |
| ---- | -------------------------------- | --- | ------------------------------------------------------------------------------------- |
| 2019 | La vita veramente Maciste Dischi | IT77 Gold · (2 Wo.)IT | Erstveröffentlichung: 10. April 2019 Charteinstieg in IT erst 2021 Verkäufe: + 25.000 |
| 2021 | Tante care cose Maciste Dischi   | IT5 Gold · (14 Wo.)IT | Erstveröffentlichung: 12. März 2021 Verkäufe: + 25.000                                |
| 2023 | Infinito +1 Maciste Dischi       | IT9 Gold · (16 Wo.)IT | Erstveröffentlichung: 24. November 2023 Verkäufe: + 25.000                            |

### Singles
| Jahr | Titel Album                     | Höchstplatzierung, Gesamtwochen, AuszeichnungChartsChartplatzierungen (Jahr, Titel, Album, Platzierungen, Wochen, Auszeichnungen, Anmerkungen) | Anmerkungen                                                                             |
| Jahr | Titel Album                     | IT | Anmerkungen                                                                             |
| --- | ------------------------------- | --- | --------------------------------------------------------------------------------------- |
| 2021 | Santa Marinella Tante care cose | IT19 Gold · (4 Wo.)IT | Erstveröffentlichung: 4. März 2021 Beitrag zum Sanremo-Festival 2021 Verkäufe: + 35.000 |
| Folgende Lieder erschienen nicht als Single, wurden aber durch das Album zum Download und Streaming bereitgestellt und konnten somit eine Platzierung erlangen: |                                 | |                                                                                         |
| |                                 | |                                                                                         |
| 2023 | Puoi Infinito +1                | IT56 Gold · (2 Wo.)IT | Erstveröffentlichung: 4. März 2021 feat. Pinguini Tattici Nucleari Verkäufe: + 50.000   |

Weitere Lieder mit Auszeichnungen
- 2019: Tommaso (IT: Platin)
- 2019: San Giovanni (IT: Gold)
- 2022: Aglio e oglio (feat. Willie Peyote, IT: Platin)

### Gastbeiträge
| Jahr | Titel Album                   | Höchstplatzierung, Gesamtwochen, AuszeichnungChartsChartplatzierungen (Jahr, Titel, Album, Platzierungen, Wochen, Auszeichnungen, Anmerkungen) | Anmerkungen                               |
| Jahr | Titel Album                   | IT | Anmerkungen                               |
| --- | ----------------------------- | --- | ----------------------------------------- |
| Folgende Lieder erschienen nicht als Single, wurden aber durch das Album zum Download und Streaming bereitgestellt und konnten somit eine Platzierung erlangen: |                               | |                                           |
| |                               | |                                           |
| 2023 | Milioni Dentro                | IT72 Gold · (2 Wo.)IT | Verkäufe: + 50.000 mit Gazzelle           |
| 2024 | Mai Più Maya                  | IT71 (1 Wo.)IT | Mace feat. Fabri Fibra, Fulminacci & Vins |
| 2025 | Due estranei Futuri Possibili | IT99 (1 Wo.)IT | Franco126 feat. Fulminacci                |

Weitere Gastbeiträge
- 2022: Stavo pensando a te (Fabrizio Moro feat. Fulminacci) – IT: Gold

## Belege
1. ↑  Chiara Lauretani: Fulminacci: come chitarra e voce possono funzionare ancora. In: Rockit.it. Abgerufen am 16. Dezember 2020 (italienisch).
2. 1 2 3  Chartquellen: IT
3. 1 2 3  Auszeichnungen für Musikverkäufe: IT

| Personendaten    | Personendaten                    |
| ---------------- | -------------------------------- |
| NAME             | Fulminacci                       |
| ALTERNATIVNAMEN  | Uttinacci, Filippo (Geburtsname) |
| KURZBESCHREIBUNG | italienischer Cantautore         |
| GEBURTSDATUM     | 12. September 1997               |
| GEBURTSORT       | Rom                              |